# Korg Poly-800
De Korg Poly-800 is een 8-stemmige polyfone synthesizer, uitgebracht door Korg, die in 1983 verscheen als budgetvriendelijk antwoord op de Juno-synthesizerserie van Roland.

## Beschrijving
De Poly-800 heeft een klavier met 49 toetsen zonder aanslaggevoeligheid. Er zijn twee knoppen voor datainvoer, en een joystick voor het moduleren van de DCO-hoogte of de VCF. Ondanks dat de Poly-800 een MIDI-interface heeft, is dit een eenvoudige implementatie zonder sysex-functionaliteit. De Poly-800 heeft een polyfonie van 8 stemmen met 1 DCO per stem. Er kon worden geschakeld naar dubbele modus waarmee twee DCO's worden gestapeld, maar hiermee wordt de polyfonie gehalveerd naar 4 stemmen.
Verder zijn er drie digitale omhullendegenerators (envelope generator), een ruisgenerator, een LFO, en een chorus-effect. De Poly-800 heeft een eenvoudige sequencer ingebouwd. De synthesizer werkt op batterijen die ca. 6 uur meegaan, en kan via een band worden omgehangen als een gitaar.

## Opvolging
De Poly-800 werd opgevolgd door de Poly-800 II die meer MIDI-functionaliteit bood, en een uitgebreide digitale vertraging (zeer korte echo) aan boord had die de chorus verving.

## Heden
De geluiden van de Korg Poly-800 zijn tegenwoordig nog terug te horen, met name in trance en techno-muziek. De Poly-800 wordt daarom nog regelmatig aangetroffen bij bands in dit genre.